# Zákony pro lidi
Zákonyprolidi.cz je internetový projekt společnosti AION CS. Zdarma nabízí archiv všech českých a československých právních předpisů ze Sbírky zákonů od roku 1945 až do současnosti jak v původním, tak i aktuálním znění.[zdroj?]
Na Slovensku Zákony pre ľudí je projekt společnosti Poradca podnikateľa, který zpřístupňuje Zbierku zákonov SR.

## Zdroj dat
Zdrojem dat jsou stejnopisy Sbírky zákonů zveřejňované podle § 12 zákona č. 309/1999 Sb., o Sbírce zákonů a o Sbírce mezinárodních smluv, na webu Ministerstva vnitra ve formátu PDF.[zdroj?] PDF těchto stejnopisů jsou převedeny do textové podoby, označkovány, doplněny o metadata a indexaci podle katalogu oblastí práva.[zdroj?]